# Jaya dasymalla
Jaya dasymalla är en insektsart som först beskrevs av Gerstaecker 1863.  Jaya dasymalla ingår i släktet Jaya och familjen myrlejonsländor. Inga underarter finns listade i Catalogue of Life.